# Lauter (rivière)
Pour les articles homonymes, voir Lauter.
La Lauter est une petite rivière de classe A qui traverse la ville de Wissembourg en Alsace et en région Grand Est et qui se jette dans le Rhin en Allemagne, peu après Lauterbourg.

## Géographie
La longueur de son cours d'eau en France est de 39 km.
La Lauter prend source sur la commune allemande de Hinterweidenthal, à 280 m d'altitude. Elle rejoint la frontière française sur le territoire de la commune de Wissembourg, chef lieu d'arrondissement français. Elle est alors cours d'eau frontalier français et allemand jusqu'à Lauterbourg.
Un vieux bras, dit la Vieille Lauter, conflue en rive gauche du Rhin et marque la frontière nord de l'Alsace. La Neue Lauter conflue plus au nord, sur la commune allemande de Neuburg am Rhein, à 109 m d'altitude, toujours en rive gauche du Rhin.

### Communes traversées
En France, la Lauter traverse les cinq communes suivantes, dans le sens amont vers aval, de Wissembourg, Altenstadt, Salmbach, Niederlauterbach, Scheibenhard, Lauterbourg.

## Affluents
En France, la Lauter a cinq affluents référencés :
- le ruisseau le Klein Lauterbach
- le Steinbachhohl
- le ruisseau le Hardtbach
- le ruisseau de Siegen avec un affluent :
  - le Fossé Erlengraben
- le ruisseau le Landbach avec un affluent :
  - le ruisseau le Grossgraben

Le rang de Strahler est donc (d'au moins) trois.

## Histoire
Le 15 mars 1945, la 3e division d'infanterie algérienne (3e DIA de l'armée française) traverse la Lauter, pénétrant en Allemagne où elle enlève les premiers retranchements ennemis sur son sol. Le 31 mars 1945, en tête de la 1re armée française, elle franchit le Rhin par surprise dans la région de Spire.